# I. e. 146
Évszázadok: i. e. 3. század – i. e. 2. század – i. e. 1. század
Évtizedek: i. e. 190-es évek – i. e. 180-as évek – i. e. 170-es évek – i. e. 160-as évek – i. e. 150-es évek – i. e. 140-es évek – i. e. 130-as évek – i. e. 120-as évek – i. e. 110-es évek – i. e. 100-as évek – i. e. 90-es évek
Évek: i. e. 151 – i. e. 150 – i. e. 149 – i. e. 148 –  i. e. 147 – i. e. 146 – i. e. 145 – i. e. 144 – i. e. 143 – i. e. 142 – i. e. 141

## Események

### Róma
- Cnaeus Cornelius Lentulust és Lucius Mummius Achaicust választják consulnak.
- A Scipio Aemilianus vezette római sereg három éves ostrom után betör Karthágóba és napokig tartó utcai harcok során elfoglalják a várost. A védők Esmun templomába húzódnak vissza, amit magukra gyújtanak, amikor minden remény elvész. A lakosság nagy részét a harcok során lemészárolják, mintegy 50 ezret eladnak rabszolgának, majd a várost a római szenátus parancsát követve földig rombolják.
- Karthágó helyén megalapítják Africa római provinciát, melynek fővárosa Utica.
- A Viriathus vezette luzitán felkelők a korábban alkalmazott, megfutamodást színlelő taktikájukkal újabb győzelmet aratnak a rómaiak fölött, majd csellel elfoglalják Segobriga városát.

### Görögország
- Miután az Akháj Szövetség visszautasította a részleges felbontására vonatkozó római követelést, a szenátus hadat üzen.
- Quintus Caecilius Metellus Megalopolisz mellett a szkarpheiai csatában legyőzi az Akháj Szövetség főerejét. A csatában elesik a szövetség vezére, Kritolaosz.
- Az új fővezér, Diaiosz lezárja a korinthoszi földszorost. A Metellust felváltó consul, Lucius Mummius áttöri a védelmet, elfoglalja Korinthoszt, majd kifosztja és lerombolja a várost.
- Az Akháj Szövetséget feloszlatják. Néhány város (Spárta, Athén, Delphoi) kivételével egész Görögország Róma adófizetőjévé válik.

## Fordítás
- Ez a szócikk részben vagy egészben  a(z)   146 av. J.-C. című francia Wikipédia-szócikk fordításán alapul.  Az eredeti cikk szerkesztőit annak laptörténete sorolja fel. Ez a jelzés csupán a megfogalmazás eredetét és a szerzői jogokat jelzi, nem szolgál a cikkben szereplő információk forrásmegjelöléseként.